# Chajima Yusuke
Yusuke Chajima (茶島雄介 Chajima Yūsuke , sinh ngày 20 tháng 7 năm 1991 ở Aki-ku, Hiroshima) là một cầu thủ bóng đá người Nhật Bản hiện tại thi đấu cho JEF United Chiba.

## Thống kê sự nghiệp
Cập nhật đến ngày 6 tháng 1 năm 2018.
| Mùa giải            | Câu lạc bộ          | Giải vô địch        | Giải vô địch | Giải vô địch | Cúp Hoàng đế Nhật Bản | Cúp Hoàng đế Nhật Bản | Cúp Liên đoàn | Cúp Liên đoàn | Châu Á  | Châu Á    | Khác1   | Khác1     | Tổng cộng | Tổng cộng |
| Mùa giải            | Câu lạc bộ          | Giải vô địch        | Số trận      | Bàn thắng    | Số trận               | Bàn thắng             | Số trận       | Bàn thắng     | Số trận | Bàn thắng | Số trận | Bàn thắng | Số trận   | Bàn thắng |
| ------------------- | ------------------- | ------------------- | ------------ | ------------ | --------------------- | --------------------- | ------------- | ------------- | ------- | --------- | ------- | --------- | --------- | --------- |
| 2014                | Sanfrecce Hiroshima | J1 League           | 1            | 0            | 3                     | 0                     | 1             | 0             | 0       | 0         | 0       | 0         | 5         | 0         |
| 2015                | Sanfrecce Hiroshima | J1 League           | 3            | 0            | 4                     | 0                     | 5             | 0             | -       | -         | 3       | 0         | 15        | 0         |
| 2016                | Sanfrecce Hiroshima | J1 League           | 22           | 3            | 0                     | 0                     | 1             | 0             | -       | -         | -       | -         | 23        | 3         |
| 2017                | Sanfrecce Hiroshima | J1 League           | 12           | 0            | 2                     | 0                     | 5             | 1             | -       | -         | -       | -         | 19        | 1         |
| Tổng cộng sự nghiệp | Tổng cộng sự nghiệp | Tổng cộng sự nghiệp | 38           | 3            | 9                     | 0                     | 12            | 1             | 0       | 0         | 3       | 0         | 62        | 4         |

1Bao gồm Siêu cúp Nhật Bản, J. League Championship và Giải bóng đá Cúp câu lạc bộ thế giới.

## Danh hiệu
- J1 League
  - Vô địch (1): 2015
- J1 League Second stage
  - Vô địch (1): 2015
- Siêu cúp Nhật Bản:
  - Vô địch (2): 2014, 2016